# Namosi-Naitasiri-Serua (jezik)
Namosi-Naitasiri-Serua jezik (namosi-naitaasiri-seerua; ISO 639-3: bwb), jedan od dva zapadnofidžijska jezika šire zapadnofidžijske-rotumanske podskupine, koji se govori u fidžijskim provincijama Namosi, Naitasiri i Serua, po kojima je i dobio ime. 
Ima nekoliko dijalekata (batiwai, tubai, nalea) koji možda čine i posebne jezike. Preko 1 600 govornika (2000 WCD).

## Vanjske poveznice
- Ethnologue (15th)
- Ethnologue (16th)